# Diophane de Nicée
Diophane de Nicée ou Diophane de Bithynie est un auteur grec du Ier siècle av. J.-C. qui a écrit un célèbre traité d'agriculture en 6 livres.
C'est un condensé de la traduction en grec par Cassius Dionysus d'Utique au IVe siècle av. J.-C. (en 20 livres) du monumental traité (en punique) du Carthaginois Magon en 28 livres. 

## Sources
- Columelle De re rustica (IX,12,5) ; (IX,14,6) ; (XI,3,2) en ligne.
- Pline l'Ancien, Histoire naturelle [détail des éditions] [lire en ligne] (XVIII,22).
- Varron Rerum rusticarum (I,1,10) (la) en ligne.